# Dysdera asiatica
Dysdera asiatica este o specie de păianjeni din genul Dysdera, familia Dysderidae, descrisă de Nosek, 1905.
Este endemică în Turcia. Conform Catalogue of Life specia Dysdera asiatica nu are subspecii cunoscute.